# Schizodon nasutus
Schizodon nasutus är en fiskart som beskrevs av Kner, 1858. Schizodon nasutus ingår i släktet Schizodon och familjen Anostomidae. Inga underarter finns listade i Catalogue of Life.